# Ekkehard II. (Meißen)

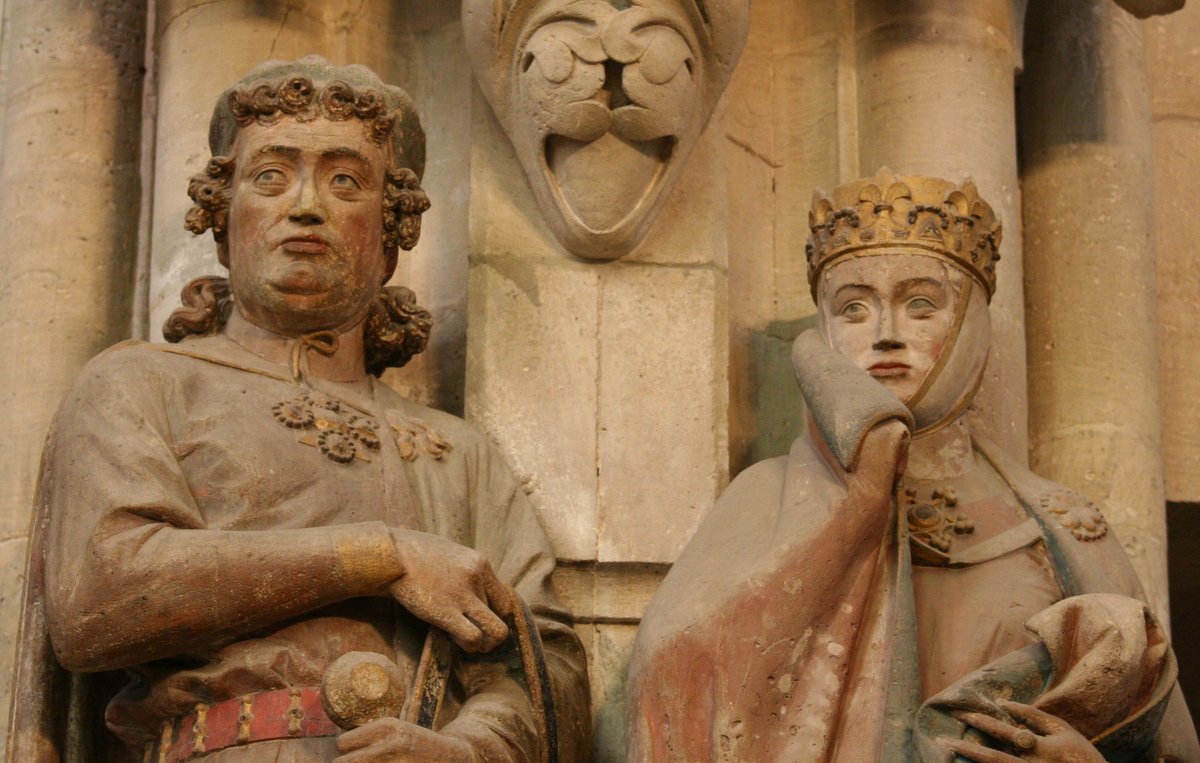
Uta und Ekkehard im Naumburger Dom

Ekkehard (* um 985; † 24. Januar 1046) aus dem Adelsgeschlecht der Ekkehardiner war Graf im Gau Chutizi und im Burgward Teuchern. Er war ein Sohn des Markgrafen Ekkehard I. und der Suanehild, die dem Geschlecht der Billunger entstammte. Er war ab 1034, als Ekkehard I., Markgraf der Lausitz und ab 1038, als Ekkehard II., Markgraf von Meißen.

## Leben
Der Einfluss des Markgrafen war durch das politisch und militärisch strategisch wichtige Gebiet so stark, dass die Ekkehardiner engste Berater der Kaiser und Fürsten wurden.
Er war verheiratet mit Uta von Ballenstedt. Die Ehe blieb kinderlos. Ekkehard und seine Gattin Uta befanden sich unter den 12 Stiftern des Naumburger Doms.
Mit Ekkehard endete das Geschlecht der Ekkehardiner. Er und sein Bruder Hermann verlegten auf Wunsch Kaiser Konrads II. den Zeitzer Bistumssitz nach Naumburg und vererbten einen beträchtlichen Teil ihres Nachlasses der Stiftskirche St. Cyriakus zu Gernrode in Utas anhaltischer Heimat.
Im Verein mit Erzbischof Bardo von Mainz führte Ekkehard 1040 das thüringische Heer, welches von Norden her den Heereszug König Heinrichs III. gegen das Herzogtum Böhmen unterstützen sollte. Er drang siegreich über die Eger vor, wurde aber durch das Missgeschick des königlichen Heeres (Niederlage in der Ersten Schlacht bei Chlumec) ebenfalls zur Umkehr genötigt. Im Folgejahr konnte durch die Vereinigung beider Heere vor Prag der Herzog Břetislav I. zur Unterwerfung gezwungen werden. „Fidelissimum fidelem nostrum“ nannte ihn Heinrich III. in einer Urkunde von 1041.